# چرب‌گیاه مورانی
چرب‌گیاه مورانی (نام علمی: Pinguicula moranensis)، یک گیاه گوشت‌خوار چندساله رزت از خانواده گیاهان گل‌دار علف‌انبانیان است. بومی السالوادور، گواتمالا، هندوراس و مکزیک است. گونه‌ای از چرب‌گیاه، رزت‌های تابستانی از برگ‌های صاف و آبدار به‌طول ۱۰ سانتی‌متر تشکیل می‌دهد که از غدد لیزاب پوشیده شده‌اند که بندپایان طعمه را جذب و به‌دام انداخته و هضم می‌کنند. مواد مغذی مشتق شده از طعمه برای تکمیل بستر فقیر از مواد مغذی که گیاه در آن رشد می‌کند استفاده می‌شود. در زمستان گیاه یک رزت غیرگوشت‌خوار از برگ‌های کوچک و گوشتی تشکیل می‌دهد که انرژی را حفظ می‌کند درحالی‌که منابع غذایی و رطوبت کم است. تک‌گل‌های صورتی، ارغوانی یا بنفش دو بار در سال روی ساقه‌های قائم تا ۲۵ سانتی‌متر ظاهر می‌شوند.
این گونه برای اولین بار توسط هومبولت و بونپلان در حومه مینا د موران (Mina de Morán) در (Sierra de Pachuca) ایالت مدرن مکزیک ایدالگو در سفر ۱۷۹۹ - ۱۸۰۴ آمریکای لاتین آنها جمع‌آوری شد. بر اساس این مجموعه‌ها، کارل زیگیسموند کونت این گونه را در جنس و گونه‌های جدید گیاهان  (Nova Genera et Species Plantarum) در سال ۱۸۱۷ توصیف کرد. گونه بسیار متغیر از آن زمان حداقل دو بار مجدّداً تعریف شده است، در حالی که چندین گونه جدید از آن جدا شده‌اند. بر اساس تمایزات مختلف جغرافیایی یا ریخت‌شناسی، اگرچه مشروعیت برخی از آنها هنوز مورد بحث است. چرب‌گیاه مورانی رایج‌ترین و گسترده‌ترین عضو بخشه ارچئوسانتوس (Orcheosanthus) است. از قدیم به‌دلیل طبیعت گوشت‌خوار و گل‌های جذابش کشت شده‌است و یکی از رایج‌ترین چرب‌گیاه‌ها در کشت است.
نام عمومی چرب‌ (Pinguicula) از کلمه لاتین pinguis به معنی "چاق" گرفته شده است که به‌دلیل بافت کره‌ای سطح برگ‌های گوشت‌خوار است. لقب خاص مورانی (moranensis )به مکان نوع آن، مینا د موران (Mina de Moran) اشاره دارد.

## خصوصیات گیاهی

### عادات
چرب‌گیاه مورانی دارای دو شکل فصلی است، زیرا در طول سال تحت دو عادت رشد متمایز است. در طول 

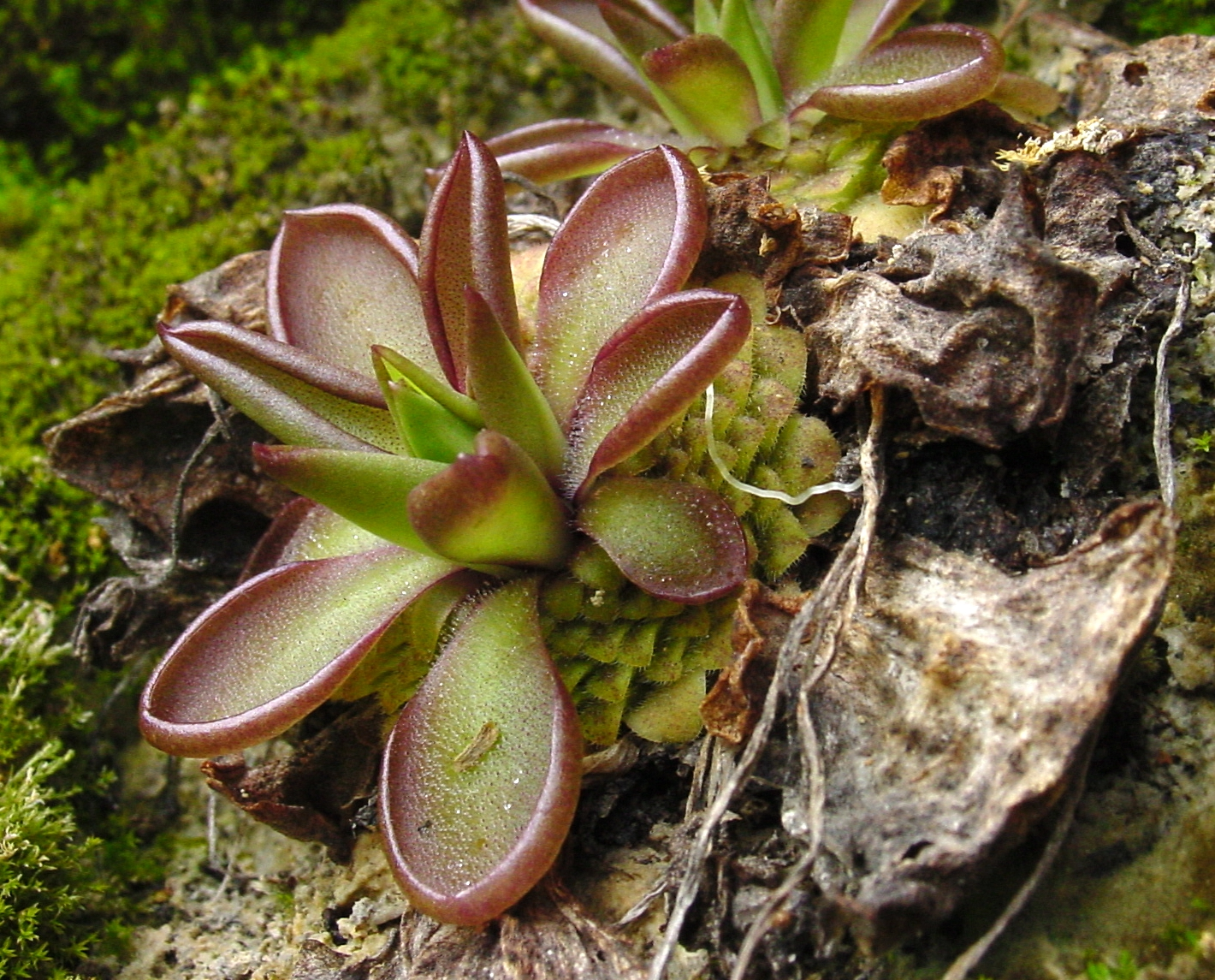
رزت تابستانی که از رزت زمستانی بیرون می‌آید.

تابستان که باران و طعمه حشرات بسیار زیاد است، این گیاه یک رزت در آغوش زمین تشکیل می‌دهد که از ۶ تا ۸ برگ معمولاً بیضی‌شکل تشکیل شده‌است که طول هر کدام به ۹۵ میلی‌متر می‌رسد. این برگ‌ها گوشت‌خوار هستند و سطح وسیعی دارند که با غدد لیزاب ساقه‌دار پوشیده شده و بندپایان طعمه را جذب نموده، به دام انداخته و هضم می‌کنند، معمولاً مگس‌ها.
با شروع فصل خشک در ماه اکتبر، این به اصطلاح "برگ‌های تابستانی" با "رزت‌های زمستانی" که برگ‌های ساکولنت کوچک و بدون غده دارند جایگزین می‌شوند. این رزت محافظ زمستانی به گیاه اجازه می‌دهد تا در ماه مه به‌خواب زمستانی بپردازد.
گل‌هایی که به تنهایی روی دمگل‌های قائم ۱۰ تا ۲۵ سانتیمتری زاده شده، دوبار در طول سال (از رزت تابستانی و دوباره از رزت زمستانی) ظاهر می‌شوند که این ویژگی در میان گونه‌های مکزیکی نادر است. در تابستان این‌ها در ژوئن ظاهر می‌شوند، در اوت و سپتامبر به اوج خود می‌رسند و با بازگشت به رزت زمستانی در اکتبر یا نوامبر ناپدید می‌شوند.

### برگ و گوشت‌خواری

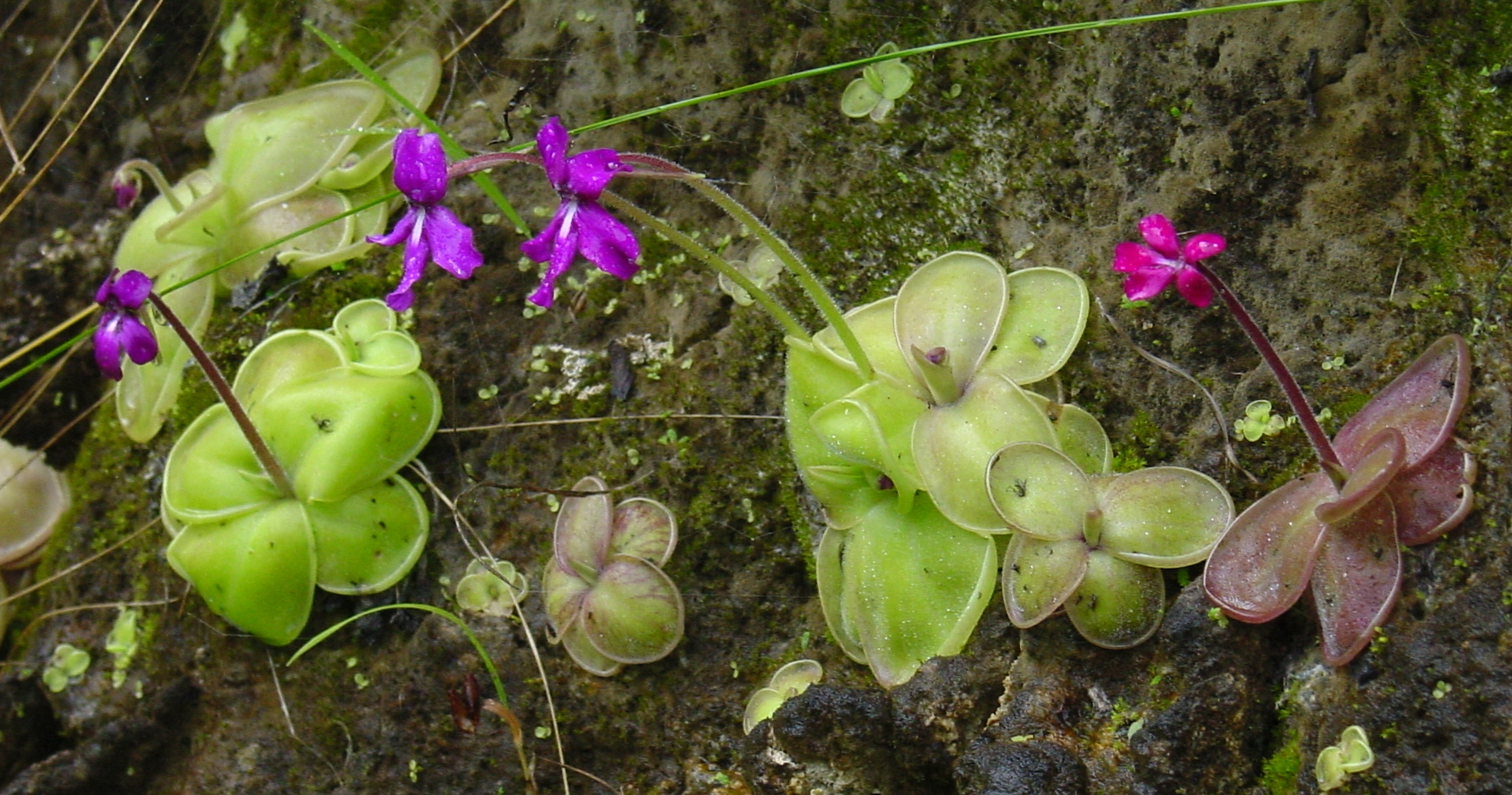
رنگ برگ می‌تواند متغیر باشد، حتی در یک جمعیت. اواکساکا، مکزیک

تیغه‌های برگ‌های روزت تابستانی چرب‌گیاه مورانی صاف، سفت و شاداب هستند و از رنگ زرد متمایل به سبز روشن تا مایل به قهوه‌ای متغیر هستند. برگ‌ها عموماً بیضی شکل تا مداری هستند، بین ۵/۵ تا ۱۳ سانتی‌متر طول دارند و توسط دمبرگ ۱ تا ۳.۵ سانتی‌متری حمایت می‌شوند.
مانند تمام اعضای این سرده، این تیغه‌های برگ به‌طور متراکم توسط غدد لیزاب ساقه‌ای و غدد گوارشی بی‌ساقه (مسطح) پوشیده شده‌اند. غدد پایه‌دار (peduncular) از چند سلول ترشحی در بالای یک ساقه تک‌سلولی تشکیل شده است. این سلول‌ها ترشح لیزاب تولید می‌کنند که قطرات قابل مشاهده‌ای را در سطح برگ تشکیل می‌دهد. این ظاهر مرطوب احتمالاً به جذب طعمه در جستجوی آب کمک می‌کند. پدیده مشابهی در ژاله‌پوش‌ها مشاهده می‌شود. این قطرات فقط آنزیم‌های محدودی ترشح می‌کنند و عمدتاً برای به‌دام انداختن حشرات استفاده می‌شوند. در تماس با یک حشره، غدد پایه‌دار لیزاب اضافی را از سلول‌های مخزن ویژه‌ای که در پایه ساقه‌هایشان قرار دارد آزاد می‌کنند. حشره مبارزه می‌کند، غدد بیشتری را تحریک می‌کند و خود را در لیزاب می‌پوشاند. چرب‌گیاه مورانی می‌تواند لبه‌های برگ‌های خود را کمی به‌دلیل بساوش‌گردی خم کند و غدد اضافی را با حشره به‌دام افتاده در تماس قرار دهد. غدد بی‌ساقه که صاف روی سطح برگ قرار دارند برای هضم حشرات طعمه عمل می‌کنند. هنگامی که طعمه توسط غدد ساقه‌ای به‌دام می‌افتد و هضم شروع می‌شود، جریان اولیه نیتروژن باعث آزاد شدن آنزیم توسط غدد بی‌ساقه می‌شود. این آنزیم‌ها که شامل آمیلاز، استراز، فسفاتاز، پروتئاز و ریبونوکلئاز هستند، اجزای قابل‌هضم بدن حشرات را تجزیه می‌کنند. سپس این مایعات از طریق سوراخ‌های کوتیکولی روی سطح برگ جذب می‌شوند و تنها اسکلت بیرونی کیتین حشرات بزرگ‌تر روی سطح برگ باقی می‌ماند.
سوراخ‌های موجود در کوتیکول که این عملکرد گوارشی را امکان‌پذیر می‌کند، برای گیاه چالش‌برانگیز است، زیرا آنها به‌عنوان شکاف در کوتیکول (لایه مومی) عمل می‌کنند که گیاه را از خشک شدن محافظت می‌کند. در نتیجه چرب‌گیاه مورانی معمولا در محیط‌های نسبتا مرطوب یافت می‌شود. تولید غدد گیرای‌ساقه‌ای و غدد گوارشی بی‌تحرک نیز پرهزینه است. یک مطالعه اخیر نشان داد که چگالی این غدد مربوط می‌تواند با گرادیان‌های محیطی مرتبط باشد. برای نمونه، تراکم غدد گیرا در جایی که در دسترس بودن طعمه کم بود، بالاترین بود، در حالی که تراکم غدد گوارشی ارتباط مستقیمی با در دسترس بودن طعمه نشان داد. این نتایج نشان می‌دهد که میزان سرمایه‌گذاری در ویژگی‌های گوشت‌خوار، سازگاری با گرادیان‌های محیطی است.

### رزت زمستانی

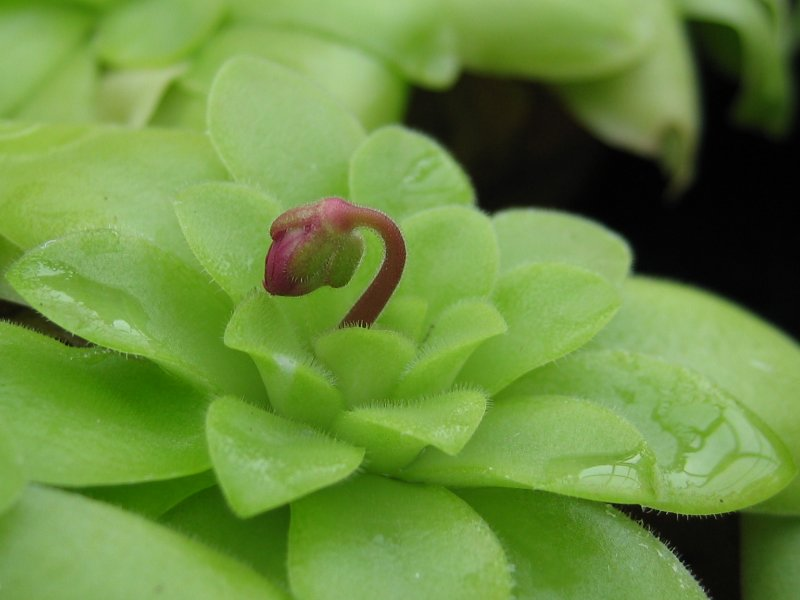
یک گل‌آذین که از رزت زمستانی بیرون می‌آید.

رزت "زمستانی" یا "در حال استراحت" چرب‌گیاه مورانی دو تا سه (حداکثر پنج) سانتی‌متر قطر دارد و از ۶۰ تا ۱۰۰ یا بیشتر برگ‌های کوچک، گوشتی و غیر غده‌ای تشکیل شده‌است. هر کدام ۱۰ تا ۳۰ میلی‌متر طول و سه تا هشت میلی‌متر عرض، عموماً کفگیری یا مستطیلی هستند و به‌طور متراکم با موهای ریز پوشانده شده‌اند. رزت‌ها یا باز یا فشرده و حباب‌مانند است (به زیر مراجعه کنید).

### گل‌ها
چرب‌گیاه مورانی در هر دوره گل‌دهی یک تا هفت گل تولید می‌کند. اینها به‌صورت منفرد روی ساقه‌های گل قائم که به رنگ سبز تا قهوه‌ای مایل به سبز هستند و معمولاً مانند سطح بالایی برگ‌های گوشت‌خوار، به‌طور متراکم با کرک‌های غده‌ای پوشیده می‌شوند، قرار می‌گیرند. دمگل‌ها در واقع حشرات طعمه را به‌دام می‌اندازند. دمگل‌ها ۱۰ تا ۲۵ سانتی‌متر طول دارند و از دو تا سه میلی‌متر در پایه تا یک میلی‌متر در بالا باریک می‌شوند.
خود گل‌ها از پنج گلبرگ تشکیل شده‌اند که در یک انتها به هم آمیخته شده‌اند. گلو، بخشی از گل در نزدیکی نقطه اتصال که اندام‌های تولیدمثل را نگه می‌دارد، قیفی شکل است و گلبرگ‌ها از آنجا به یک تاج تقارن آینه‌ای پنج لوب تقسیم می‌شوند. طول گل‌ها ۳۰ تا ۵۰ میلی‌متر است. در زیر نقطه اتصال به ساقه، گلبرگ‌ها در یک خار به‌طول ۱۵ تا ۳۰ میلی‌متر قرار می‌گیرند که تقریباً عمود بر بقیه گل به‌سمت عقب بیرون می‌زند.

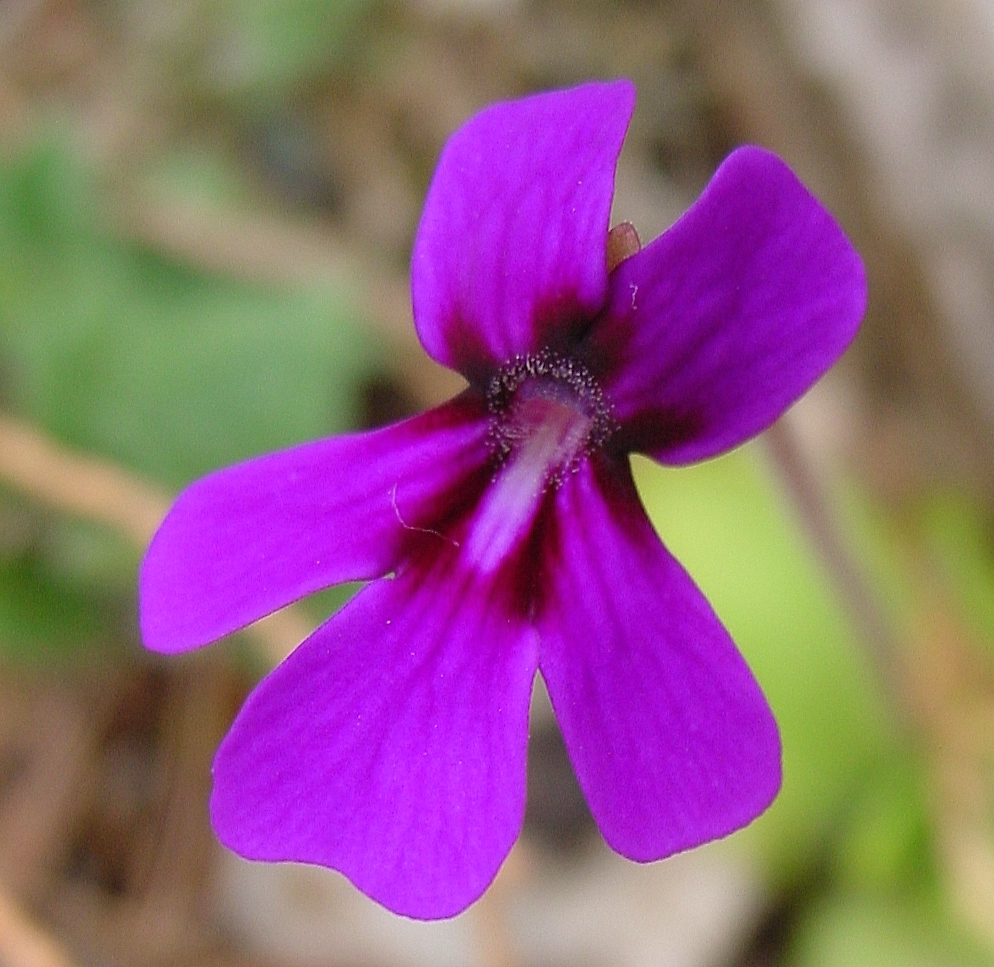
شکل گل از کرتارو، مکزیک

تخمدان و مادگی متصل شده از بالای لوله گل در نزدیکی دهانه آن بیرون‌زده و سطح کلاله پذیرنده به سمت جلو است. دو بساک ۱ میلی‌متری از رشته‌های ۲ میلی‌متری خمیده پشت مادگی آویزان هستند. گرده‌افشان‌ها پس از جمع‌آوری شهد از برس خار در برابر بساک خارج می‌شوند و گرده را به کلاله گل بعدی که بازدید می‌کنند منتقل می‌کنند. گل‌ها می توانند تا ۱۰ روز دوام بیاورند اما پس از گرده‌افشانی پژمرده می‌شوند. تخمدان‌های گرده‌افشانی شده به کپسول‌های بذری ۵ میلی‌متری می‌رسند که حاوی بذرهای متعدد به‌طول ۱ میلی‌متر است. تعداد کروموزوم برای این گونه ۲n=۴۴ است.

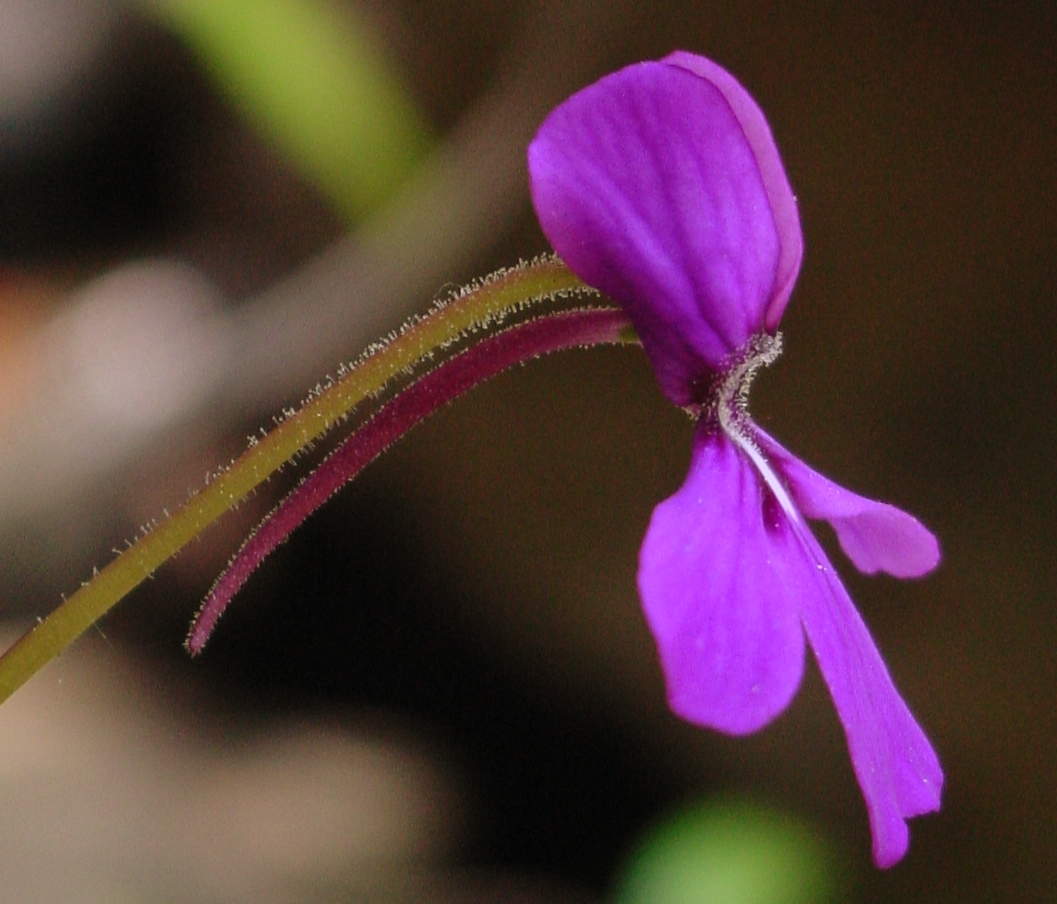
نمای گل چرب‌گیاه مورانی

رنگ و ریخت‌شناسی گل‌های این گونه بسیار متغیر است و برای باغبان مایه خوشحالی و برای آرایه‌شناس سردرد است. با این حال، برخی از کلیات را می‌توان انجام داد.
گلبرگ‌های تاج گل به پنج لوب، دو لوب بالا و سه لوب پایین باز می‌شوند. لوب‌های فوقانی ۷-۱۶ میلی‌متر طول و ۴-۹ میلی‌متر عرض و به‌طور کلی مستطیل، بیضی شکل یا میخی هستند. لوب‌های پایینی به شکل مشابهی هستند و ۷-۲۰ میلی‌متر طول و ۴-۱۸ میلی‌متر عرض دارند. لوب پایینی مرکزی معمولاً کمی بلندتر از همسایگان خود است. تمام لوب‌های گلبرگ دارای انتهای گرد هستند. لوله گل که اندام‌های تناسلی را در خود جای داده است و در پایه لوب‌های تاج گل قابل مشاهده است به رنگ سفید یا یاسی و ۴-۶ میلی‌متر است. رنگ سفید لوله گل می‌تواند تا فاصله‌ای متغیر روی لوب‌های تاج گل گسترش یابد، به‌ویژه به‌صورت نواری روی لوب میانی پایین. رنگ لوب‌های تاج گل به‌طور کلی از صورتی تا بنفش متفاوت است، اما توسط مجموعه‌داران به‌عنوان "ارغوانی، سرخ‌فام، گلگون‌اسطوخودوس تا ارغوانی مایل‌به آبی، صورتی تیره تا اسطوخودوس، ارغوانی مایل‌به صورتی، بنفش‌ارغوانی پررنگ، ارغوانی‌ تیره، صورتی‌چرک روشن، ارغوانی‌صورتی روشن، سرخابی با چشم سفید و قرمز رنگ‌پریده با چشم سفید توصیف شده است. شکل نادری با گل سفید نیز شناخته شده است.

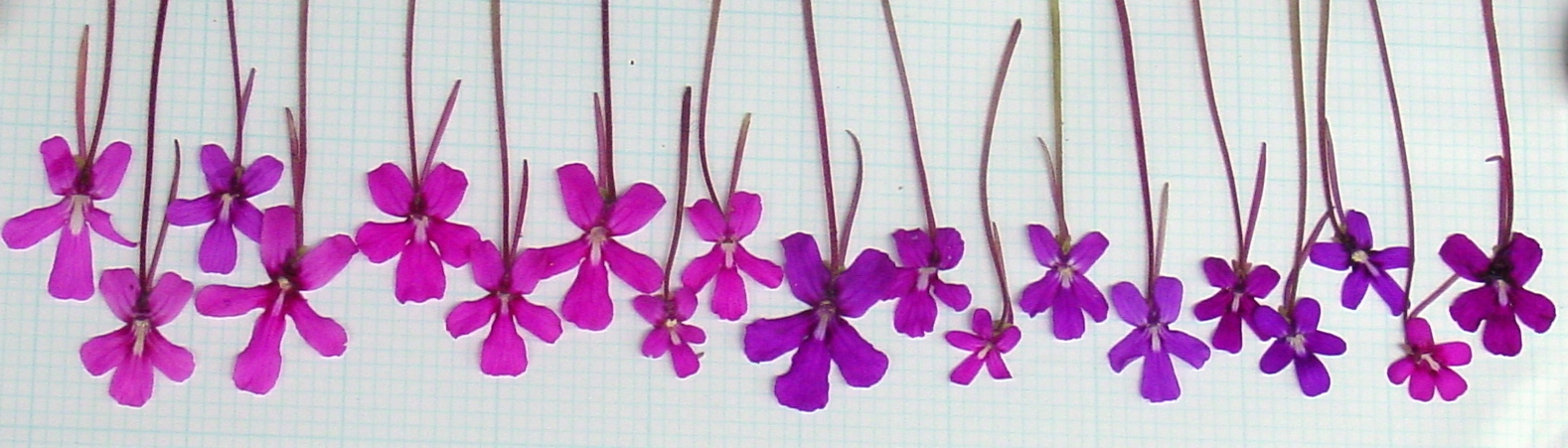
رنگ و ریخت‌شناسی گل حتی در یک جمعیت می‌تواند بسیار متفاوت باشد، که یک ویژگی غیرمعمول در گونه است. این تصویر تنوع در اندازه و شکل نشانه‌های سفید و تیره و همچنین اشکال و اندازه‌های مختلف گلبرگ موجود را نشان می‌دهد. اواکساکا، مکزیک

## آرایه‌بندی
سرجیو زامودیو روئیز در سال ۲۰۰۱ در بازنگری بخشه ارچئوسانتوس هویت و تعیین حدود دقیق چرب‌گیاه مورانی را "شاید دشوارترین مشکل برای حل در این جنس" نامید. این دشواری عمدتاً به‌دلیل تنوع زیاد و پراکندگی جغرافیایی زیاد گونه است که باعث شده‌است از زمانی که این گونه برای اولین بار در نزدیک به ۲۰۰ سال پیش توصیف شد، مترادف‌های زیادی توصیف شوند. گیاه‌شناسان تلاش کرده‌اند تا این گونه را از طریق روش‌های مختلف ریخت‌شناسی، بوم‌شناسی و ژنتیکی تعیین حدود کنند، اگرچه تا به امروز برخی بحث‌ها در مورد قرارگیری و توصیف چرب‌گیاه مورانی و ارتباط آن با گونه‌هایی که با آن ارتباط نزدیک دارد، باقی مانده‌است.

### تاریخچه گیاه‌شناسی

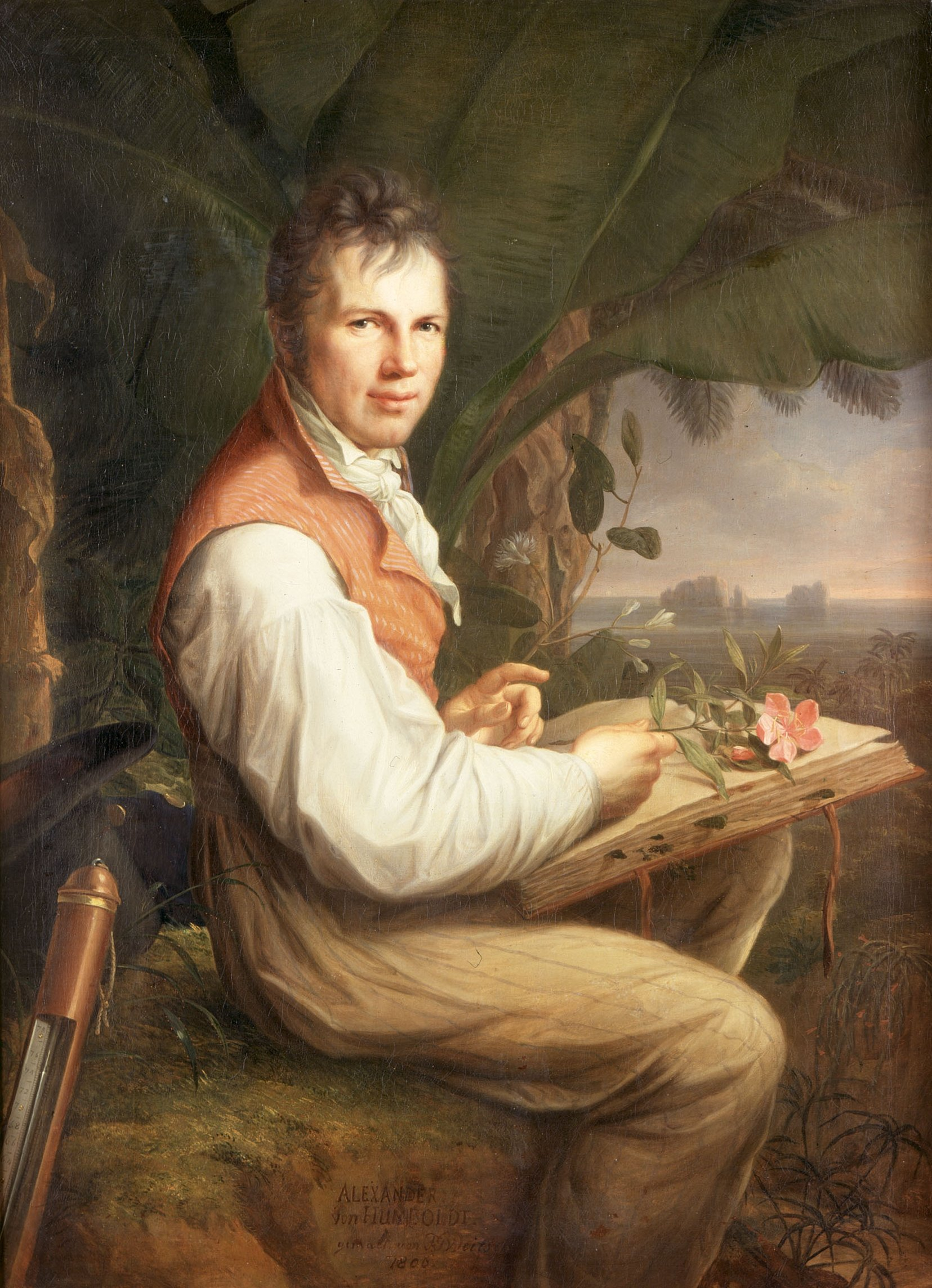
الکساندر فون هومبولت

قبل از سفر الکساندر فون هومبولت و ‌آیمه بونپلان در آمریکای لاتین در ۱۷۹۹ - ۱۸۰۴ ، تنها ۸ گونه چرب‌گیاه برای علم شناخته شده بود - ۵ گونه از اروپا، ۲ از آمریکای شمالی و چرب‌گیاه اینوولوتا (P. involuta) از پرو. از سال ۱۸۰۳ تا ۱۸۰۵، سه گونه دیگر از اروپا و آمریکای‌شمالی توصیف شد که مجموع گونه‌های شناخته‌شده را به ۱۱ رساند. در سال ۱۸۱۷، کارل زیگیزموند کونت ۳ گونه جدید را از اکسپدیشن آمریکای‌لاتین الکساندر فون هومبولت و ‌آیمه بونپلان توصیف کرد: چرب‌گیاه کالیپتراتا (P. calyptrata) پرو و اولین گونه مکزیکی شناخته شده: چرب‌گیاه درشت‌برگ (P. macrophylla) و چرب‌گیاه مورانی. در این مرحله هنوز هیچ طبقه‌بندی مادون ژنی پیشنهاد نشده بود.
در سال ۱۸۴۴، یک گیاه‌شناس فرانسوی-سوئیسی به نام آلفونس پیرام د کاندول (که اولین کد نام‌گذاری گیاه‌شناسی را ایجاد کرد) تقسیم‌بندی جنس را به سه بخش بر اساس ریخت‌شناسی گل پیشنهاد کرد. او در بخشه ارچئوسانتوس آن گونه‌ها را با تاج‌های بنفش و عمیقاً دو طرفه با ۵ لوب زیرمساوی، یک لوله گل‌دار کوتاه و یک خار بزرگ که از کنار این لوله بیرون نمی‌زند، قرار داد. او چهار گونه را در این بخش گنجاند که همه آنها از مکزیک بودند: چرب‌گیاه کشیده‌لوب ( P. oblongiloba)، چرب‌گیاه مورانی، چرب‌گیاه ارکیده‌ای (Pinguicula orchidioides)، چرب‌گیاه دم‌دراز (P. caudata). او چرب‌گیاه درشت‌برگ اچ.بی.کی را مستثنی کرد به این دلیل که «گونه مشکوک» بود.
بخشه ارچئوسانتوس رشد کرد همانطور که چارلز مورن چرب‌گیاه فلوس‌مولیونیس (P. flos-mulionis) را در سال ۱۸۷۲ توصیف کرد، یوجین فورنیه چرب‌گیاه سودالیوم (P. sodalium) را در سال ۱۸۷۳ اضافه کرد و ساندر چرب‌گیاه بیکریانا (P. bakeriana) را در سال ۱۸۸۱ پیشنهاد کرد. با این حال، در سال‌های ۱۸۷۹ - ۱۸۸۸، گیاه‌شناس ویلیام همسلی، پس از مطالعه چندین نمونه در گیاهان هرباریوم و در فرهنگ، به این نتیجه رسید که تمام گونه‌هایی که تا آن نقطه در بخشه ارچئوسانتوس قرار گرفته‌اند، متعلق به یک گونه واحد هستند. به دلیل تردید در مورد هویت دو گونه اصلی توصیف شده توسط کونت، همسلی تصمیم گرفت از نام چرب‌گیاه دم‌دراز شلتدل (P. caudata Schltdl)  برای گونه‌های کنگلومرای خود استفاده کند. این نام از آن زمان تاکنون «بی‌رویه» به اعضای مجتمع اطلاق می‌شود.

#### قرن بیستم

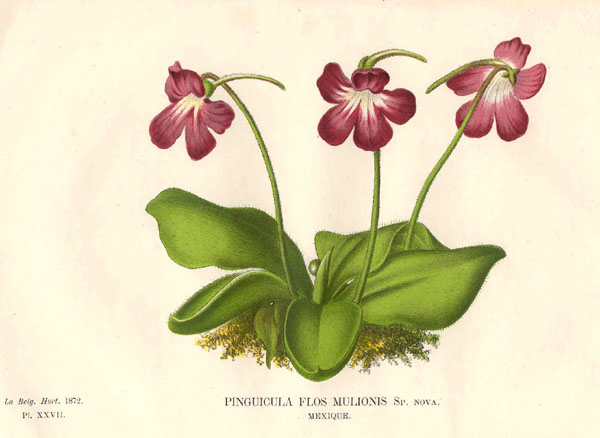
چاپ چرب‌گیاه دم‌دراز از مورن (۱۸۷۲)

هنگامی که بارنهارت در سال ۱۹۱۶ خانواده علف‌انبانیان را مورد تجدید نظر قرار داد، شش گونه را در بخشه ارچئوسانتوس شناسایی کرد، اما اعتراف کرد که این تعداد احتمالاً با مطالعه این بخش در آینده تغییر می‌کند. اسپراگ در سال ۱۹۲۸ پیشنهاد کرد که گونه‌هایی که همسلی به آنها ملحق شده است احتمالاً متمایز هستند، اما احتمالاً آنقدر به هم مرتبط هستند که تمایز بین آنها مستلزم مشاهده ویژگی‌هایی است که معمولاً یا همیشه در نمونه‌های خشک شده نامشخص بودند. اسپراگ (Isaac Sprague) هشت گونه را در این بخش شناسایی کرد: چرب‌گیاه درشت‌برگ اچ.بی.کی، چرب‌گیاه دم‌دراز شلتدل، چرب‌گیاه کشیده‌لوب، چرب‌گیاه فلوس‌مولیونیس، چرب‌گیاه بیکریانا، چرب‌گیاه مورانی شبیه چرب‌گیاه روزی (P. rosei) که توسط واتسون در ۱۹۱۱ توصیف شد و با چرب‌گیاه گچی (P. gypsicola) بسیار متمایز است.
در سال ۱۹۶۶، کاسپر (Casper) اولین تک‌نگاشت این جنس را منتشر کرد. او سازمان آرایه‌بندی خود را با توجه به طیف وسیعی از ویژگی‌های ریخت‌شناسی و رُخ‌نمود به‌وضوح تعریف کرد. کاسپر چرب‌گیاه دم‌دراز و همچنین گونه‌های مختلف دیگر را مترادف چرب‌گیاه مورانی می‌دانست. بنابراین او تنها ۶ گونه را برای بخشه ارچئوسانتوس تشخیص داد: چرب‌گیاه درشت‌برگ اچ.بی.کی، چرب‌گیاه گچی، چرب‌گیاه کشیده‌لوب، چرب‌گیاه مورانی و دو گونه چرب‌گیاه سیکلوسکتا (P. cyclosecta) و چرب‌گیاه کولیمنسیس (P. colimensis) که اخیراً کشف شده است. از آن زمان تاکنون ۱۴ گونه دیگر کشف و به این بخش اختصاص یافته است. با این حال، زمانی که زامودیو این بخشه را در سال ۱۹۹۹ دوباره تعریف کرد، انتخاب کرد که تنها ۱۲ گونه را شامل شود، از جمله هر شش انتخاب کاسپر. چرب‌گیاه مورانی، بنابراین، در بخشه ارچئوسانتوس، همراه با بیش از دوجین مترادف که در تاریخ آرایه‌بندی ۲۰۰ ساله خود به ارث برده است، باقی می‌ماند.

### تبارزایی

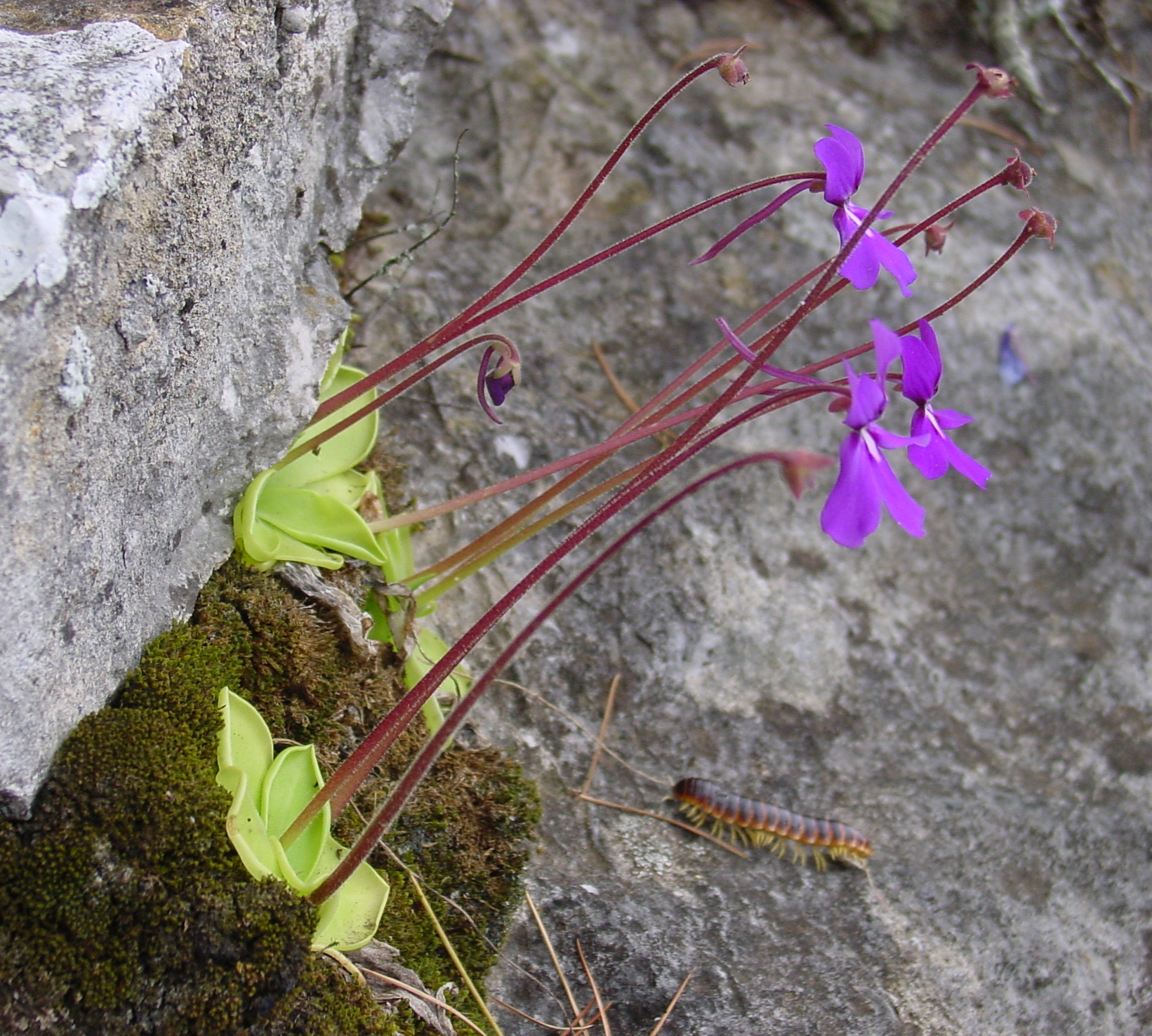
مطالعات تبارزایی طیف وسیعی از خصوصیات گیاهی مانند زمان گلدهی و ریخت‌شناسی را در نظر می‌گیرد.

اهمیت متفاوتی که نویسندگان مختلف هنگام تعیین آرایه‌بندی جنس به ویژگی‌های ریخت‌شناسی مختلف داده‌اند، مدت زیادی است که زیرتقسیم جنس را به موضوعی مورد مناقشه تبدیل کرده است. زامودیو  (۲۰۰۱) از بازنگری خود در بخشه ارچئوسانتوس با تجزیه و تحلیل تبارزایی، با استفاده از ۲۰ ویژگی ریخت‌شناسی و رُخ‌نمودی پشتیبانی کرد. در سال ۲۰۰۵، سیسلاک و همکاران. اولین تجزیه و تحلیل جامع تبارزایی را از کل جنس چرب‌گیاه انجام داد. با استفاده از داده‌های مولکولی، آن‌ها توانستند آن ویژگی‌های ریخت‌شناسی را که برای گروه‌های مختلف جداریختی بودند، جدا کنند و شواهدی برای ساختار آرایه‌بندی ژنتیکی ارائه دهند. نتایج کلی آنها از قرار دادن چرب‌گیاه مورانی در بخشه ارچئوسانتوس پشتیبانی نمی‌کند، بلکه نشان می‌دهد که باید در بخشه لونگیتوباس (Longitubus) همراه با چرب‌گیاه لائوینا (P. laueana) قرار گیرد.
در مخالفت بیشتر با تجدید نظر زامودیو  در سال ۲۰۰۱ در بخشه ارچئوسانتوس، داده‌های تبارزایی سیسلاک (Cieslak) و همکاران نشان داد که چرب‌گیاه راست‌برگ (P. rectifolia) و چندین گونه بی‌نام که به‌عنوان مترادف چرب‌گیاه مورانی در نظر گرفته شده‌اند در واقع یک مجموعه مجزا هستند. آنها چندین ویژگی ریخت‌شناسی را جدا کردند که می‌تواند برای تمایز بین همتافت‌ها استفاده شود، از جمله طول خار گل (در چرب‌گیاه مورانی طولانی‌تر)، رنگ گل (هرگز با ته‌رنگ آبی در چرب‌گیاه مورانی) و شکل لوب تاج‌گل جانبی ( نشان دادن پیچ و تاب در چرب‌گیاه راست‌برگ). یک مطالعه کامل‌تر برای تجزیه و تحلیل جمعیت‌های متعدد چرب‌گیاه مورانی و سایر اعضای گونه‌های نزدیک به‌هم برای حل این همتافت‌ مورد نیاز است.

### جوره‌ها
پس از مطالعه گسترده چرب‌گیاه مورانی در زیستگاه، زامودیو (۱۹۹۹) به این نتیجه رسید که گونه‌ها را می‌توان به دو گونه مجزا تقسیم کرد، عمدتاً بر اساس شکل برگ‌هایی که رزت‌های زمستانی (در حال استراحت) خود را تشکیل می‌دهند:
- چرب‌گیاه مورانی کونت در هومبولت. و بونپلان. ان کونت. جوره مورانی

این جوره دارای رزت زمستانی باز متشکل از برگ‌هایی است که به شکل کفگیر و دارای انتهایی منفرد یا گرد است. تمایل به رشد در بسترهای مبتنی بر سنگ آهک دارد.
- چرب‌گیاه مورانی کونت در هومبولت. و بونپلان. ان کونت. جوره نئوولکانیکا

این جوره دارای رزتی بسته و پیاز مانند از برگ‌های زمستانی است که نوک آن سوزنی شکل است. تمایل به رشد روی بسترهای آذرین دارد.
زامودیو همچنین اشاره کرد که این زیرگونه‌ها در ترجیح خود برای بستر خاک متفاوت هستند. او ابتدا در تلاش برای یافتن جمعیت گیاهانی که هومبولت و بونپلان نمونه‌های نوع خود را از آن‌ها در سال ۱۸۰۳ جمع‌آوری کرده بودند، به این موضوع اشاره کرد. اگرچه زامودیو توانست جمعیت‌های زیادی از گونه‌ها را در مناطقی که هومبولت و بونپلان در مجاورت آن‌ها بازدید کرده بودند در حال رشد پیدا کند. مینا د موران (Mina de Moran)، تنها یک جمعیت، تنها جمعیتی که روی سنگ آهک رشد می‌کرد، با توصیف اچ.بی.کی (H.B.K) و نوع و نمونه‌های ایزوتیپ آنها که اکنون در هرباریوم موزه ملی تاریخ طبیعی فرانسه نگهداری می‌شوند، مطابقت داشت. جمعیت‌های دیگر در این منطقه بر روی بستری با منشاء آذرین رشد کردند و بیشتر با توصیف هوکر در سال ۱۸۴۶ از چرب‌گیاه ارکیده‌ای مطابقت داشتند. این گیاهان اخیر سپس به گونه جدید، چرب‌گیاه مورانی اس‌اس‌پی نئوولکانیکا تبدیل شدند.

## پراکندگی و زیستگاه

توزیع چرب‌گیاه مورانی در مکزیک و گواتمالا

چرب‌گیاه مورانی گسترده‌ترین عضو بخشه ارچئوسانتوس است. همچنین رایج‌ترین و پراکنده‌ترین گونه چرب‌گیاه در مکزیک است که در تمام رشته‌کوه‌های اصلی به جز سیرا مادره غربی و باجا کالیفرنیا یافت می‌شود.
مکان‌ها از ایالت‌های مکزیک تامائولیپاس، گواناهواتو، نوئوو لئون، کامپچه، چیاپاس، اوآخاکا، پوئبلا، مکزیکوسیتی، وراکروز، مکزیک، کرتارو، سن لوئیس پوتوسی، مورلوس، هیدالگو، گررو، زکاتکاس، کوینت روکسال و تلاکسال شناخته شده‌اند. میچوآکان و بخش‌های گواتمالایی هوهوهوتنانگو، کیچه، سن مارکوس، کوئتزالتنانگو، توتونیکاپان، سولولا، چیمالتنانگو، باخا وراپاز، گواتمالا و ال پروگرسو. در اینجا در مناطق کوهستانی بین ۸۰۰ تا ۳۲۰۰ متر در ارتفاع رشد می‌کند. به‌طور کلی، گونه تمایل به پیروی از رخنمون‌های رسوبی دوره کرتاسه دارد. با این حال چرب‌گیاه مورانی جوره نئوولکانیکا روی سنگ‌های آذرین کمربند آتشفشانی سراسری مکزیک رشد می‌کند.

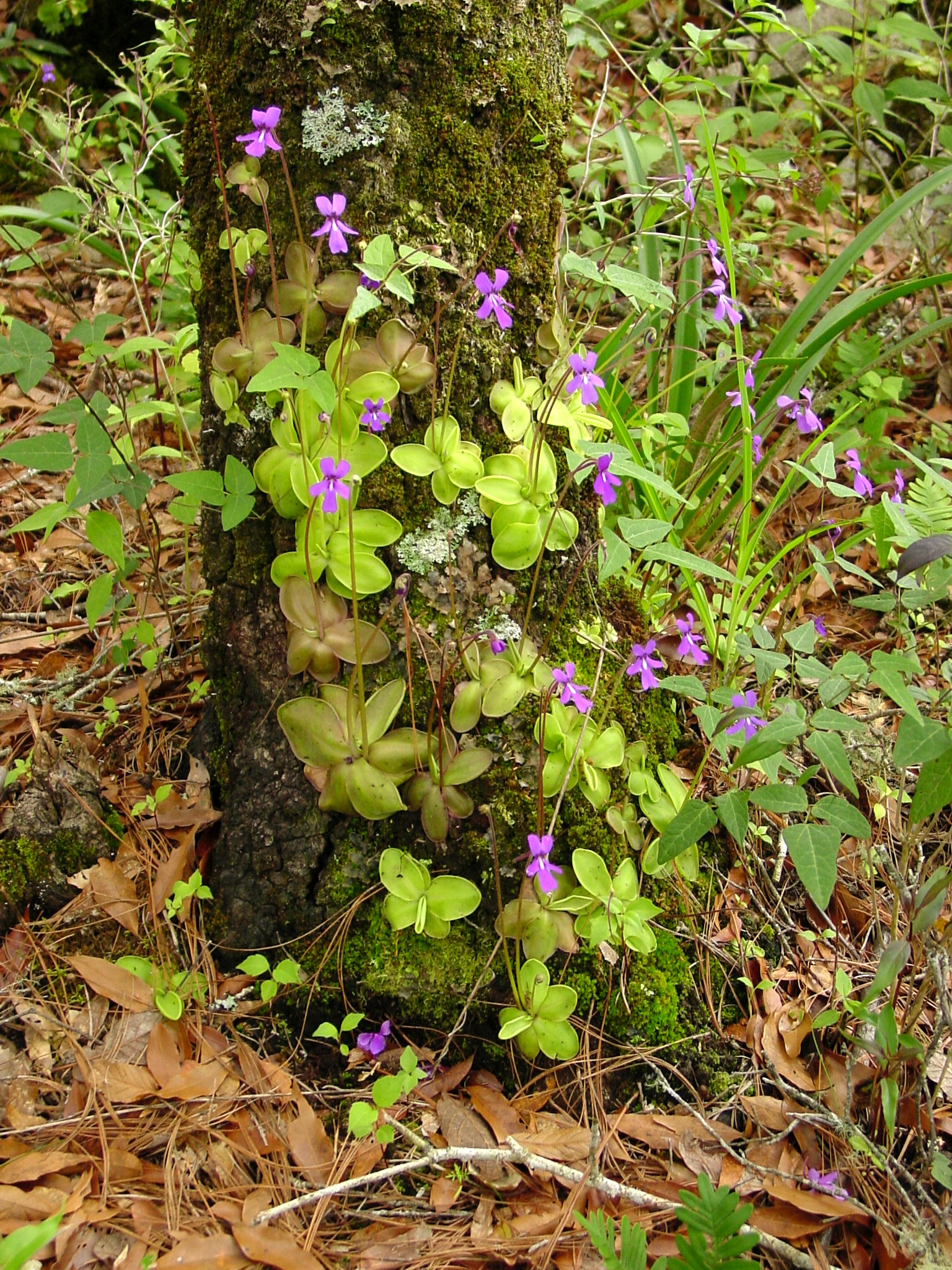
چرب‌گیاه مورانی در حال رشد روی تنه درخت در تامائولیپاس

چرب‌گیاه مورانی اغلب در جنگل‌های بلوط، کاج بلوط یا جنگل‌های معتدل کوهستانی رشد می‌کند. با این حال، پراکنش آن به جنگل‌های استوایی و بوته‌زارها و همچنین در تنگه‌ها و دیواره‌های دره با رطوبت محیطی بالا نفوذ می‌کند.
چرب‌گیاه مورانی محیط‌های مرطوب و سایه‌دار را ترجیح می‌دهد، مانند شیب‌های کنار نهرها، خندق‌ها یا بریدگی‌های جاده‌ها یا در میان بسترهای برگ در خاک‌های شنی با مواد آلی بالا. توانایی آن در جمع‌آوری مواد مغذی از بندپایان طعمه که صید می‌کند به آن اجازه می‌دهد در محیط‌های کم‌مغذی رشد کند، جایی که گیاهان دیگر معمولاً با آن رقابت نمی‌کنند. در نتیجه، اغلب در مناطق آشفته یا در صخره‌های شیب‌دار یا دامنه‌ها یافت می‌شود.
از آنجایی که ریشه‌های آن کاری جز لنگر دادن ندارند، این گیاه به خاک کمی نیاز دارد یا اصلاً به خاک نیاز ندارد و خوشه‌های متراکمی را می‌توان یافت که روی تخته‌سنگ‌ها، خزه‌ها یا صخره‌ها در سطح صخره‌ها یا حتی به‌صورت گیاه‌هوازی روی تنه درختان چسبیده باشند.
گیاهان همراه معمولی عبارتند از خزه، علف‌خوک، سرخس و سایر گیاهان علفی، و همچنین درختان تاج‌دار مانند کاج و بلوط.

## کشت
چرب‌گیاه مورانی یکی از محبوب‌ترین و متداول‌ترین گونه‌های چرب‌گیاه است که تا حدودی به‌دلیل اندازه بزرگ، گل‌های بزرگ و زیبا و سهولت رشد آن به‌عنوان یک گیاه ظرفی است. بیشتر پرورش‌دهندگان از مخلوط خاک باز متشکل از ترکیبی از ماسه شسته شده، پرلیت، ورمیکولیت، پیت‌ماس، گچ و یا گرانیت تجزیه شده استفاده می‌کنند. خاک باید زهکشی خوبی داشته باشد، اما در تابستان به‌طور منظم با آب مقطر آبیاری شود و فقط زمانی که گیاه وارد رزت زمستانی خود می‌شود بسیار نادر است. این گونه به‌راحتی روی طاقچه‌های با نور کافی، زیر نورهای فلورسنت یا در گلخانه‌های گرم تا داغ رشد می‌کند.

### دورگه‌ها و ارقام
اگرچه هیچ دورگه طبیعی شامل چرب‌گیاه مورانی گزارش نشده است، این گونه به‌راحتی در کشت دورگه می‌شود. در نتیجه، تعدادی از ارقام مربوط به این گونه ثبت شده و توسط انجمن بین‌المللی گیاهان گوشت‌خوار (International Carnivorous Plant Society) به رسمیت شناخته شده است:
| نام رقم                                                            | والدین                                   | شرح                                                               |
| ------------------------------------------------------------------ | ---------------------------------------- | ----------------------------------------------------------------- |
| Pinguicula 'George Sargent' Hort. Slack                            | P. moranensis × gypsicola                | گل‌های یاس بنفش، برگ‌های تسمه‌ای شکل، رزت‌های بزرگ زمستانی.           |
| Pinguicula 'Hameln' Hort. Studnicka                                | P. gypsicola × moranensis                | پهن‌تر، چرب‌گیاه مورانی مانند شاخ و برگ.                            |
| Pinguicula 'John Rizzi' Hort. D'Amato                              | P. moranensis × ?                        | گل‌های بزرگ و پر؛ برگ‌های بیضی‌شکل و بدون حاشیه.                     |
| Pinguicula 'L'Hautil' Hort. L.Legendre & S.Lavayssiere             | P. (ehlersiae × moranensis) × moranensis | دو شکل ("بزرگ" و "کوچک"). P. "Sethos" × P. "Huahuapan"            |
| Pinguicula 'Mitla' Hort. Studnicka                                 | P. gypsicola × moranensis                | پهن‌تر، چرب‌گیاه مورانی مانند شاخ و برگ.                            |
| Pinguicula 'Pirouette' Hort. J.Brittnacher, B.Meyers-Rice & L.Song | P. agnata × (moranensis × ehlersiae)     | کلون مقاوم، رزت‌های جذاب از برگ‌های صورتی.                          |
| Pinguicula 'Sethos' Hort. Slack                                    | P. ehlersiae × moranensis                | گل‌های بزرگ با مرکز ستاره مانند سفید.                              |
| Pinguicula 'Weser' Hort. Slack                                     | P. moranensis × ehlersiae                | گل‌های بزرگ با رگه‌های سفید تکی در پایین لوب مرکزی و رگبرگ‌های تیره. |

علاوه بر این، سه کلون چرب‌گیاه مورانی به‌عنوان ارقام ثبت شده است:
| نام رقم                                     | خاستگاه                         | شرح |
| ------------------------------------------- | ------------------------------- | --- |
| Pinguicula 'Huahuapan' Hort. Slack          | هوجاپان د لئون , اوآخاکا, مکزیک | گل‌های صورتی مایل به یاسی با رنگ‌های زرشکی در پایه آنها.                                                 |
| Pinguicula 'Libelulita' Hort. Rice & Salvia | مکزیک جنوبی                     | گلبرگ‌هایی با نوک مربع، بنفش کم‌رنگ در لبه‌های تیره تا قرمز تیره مخملی نزدیک پایه، رگه‌های شدید، وسط سفید. |
| Pinguicula 'Vera Cruz' Hort. Slack          | وراکروز, مکزیک                  | رز عمیق با نشانه‌های پایه.                                                                              |